# Palazzo Dragomanni
Palazzo Dragomanni, detto anche Franceschi-Salvadori, è un edificio storico di Firenze, situato in via de' Guicciardini 11-13. 
Il palazzo appare (come palazzo Dragomanni) nell'elenco redatto nel 1901 dalla Direzione Generale delle Antichità e Belle Arti, quale edificio monumentale da considerare patrimonio artistico nazionale.

## Storia
In questo tratto della strada esistevano alcune case del monastero di San Felicita, che vennero acquistate da Luigi Guicciardini dopo il 1523 per ampliare il loro palazzo adiacente, la "casa Grande" che rappresenta il nucleo originario di palazzo Guicciardini. Nel 1634 questa "aggiunta" fu acquistata dalla famiglia Franceschi del ramo "della Mercanzia" per ricavarne a loro volta un palazzo, con molti lavori di ristrutturazione e ampliamento culminati col cantiere concluso nel 1697-1698 e avente come architetto Antonio Maria Ferri, come ricordato nelle memorie di Francesco Settimanni. 
Nel 1742 vi risiedette in un appartamento in affitto Lady Walpole. Dopo il drammatico tracollo finanziario dei Franceschi del 1741-1746, la proprietà passò nel 1754 ai conti Lorenzi, per pervenire poco dopo, attorno al 1777, ai Dragomanni (1793), a cui seguirono infine i Salvadori e poi i Boncompagni Ludovisi, tuttora proprietari. 
Nell'agosto del 1944 il tratto orientale di via Guicciardini più vicino a piazza Pitti fu risparmiato dalle mine dell'esercito tedesco in ritirata, mentre subirono crolli e danni pesantissimi tutto il lato occidentale e la parte di quello orientale più vicina al ponte Vecchio.
Vi hanno sede, in alcune parti, l'Hotel la Scaletta e i Dragomanni Apartments.

## Descrizione
La facciata, a tre piani organizzati su otto assi, presenta due portoni. Ai piani le finestre, in rapida successione, sono allineate su una semplice cornice. 
Oltre l'ampio androne voltato a botte, con un cancello in ferro battuto recante lo stemma Dragomanni Ludovisi, si accede a un cortile di carattere rinascimentale porticato su tre lati, di cui uno tamponato e due chiusi da vetrate: i fronti che prospettano su questo spazio, restaurati negli anni 2020, mostrano tracce di decorazioni graffite e dipinte. 
Notevole e recentemente restaurato è anche lo scalone del Ferri che si sviluppa a sinistra, con balaustre in marmo (ispirati a modelli di Francesco Borromini) e decorazioni a stucco, oltre a un originale lucernario aperto ellitticamente creando una "camera di luce" sull'ultimo piano, che assicura una luminosità teatrale, come in alcune cappelle tardobarocche. 
Perdute le pitture realizzate da Anton Domenico Gabbiani nel 1704 e ricordate dalla cronache, permangono negli spazi interni vari ambienti con pitture murali di notevole rilievo riconducibili alla committenza dei Franceschi e ricondotte all'opera di Atanasio Bimbacci, forse cadiuvato da Pietro Pertichi e Pier Dandini, in particolare il salone (Allegoria della Nobiltà) e la cappellina privata (Storie di Maria) al piano nobile. 
Presumibilmente del periodo in cui la residenza fu proprietà dei Lorenzi sono poi ulteriori interventi pittorici a tema mitologico attribuiti a Tommaso Gherardini, Giuseppe Gricci e Giuseppe Del Moro, situati al piano terra e affacciati su un piccolo giardino. Più a nord si trova un secondo giardino, pure restaurato negli anni 2020, su cui affacciano le finestre rettangolari e a oculo, protette da grate, del corridoio vasariano. Quest'ultimo, costeggia poi l'altro giardino del palazzo curvando verso est, e gira di nuovo per immettersi nell'ultimo tratto, tra il palazzo Guicciardini e il giardino di Boboli.